# Суми, Сигэки
Сигэки Суми (яп. 角茂樹; р. 13 июня 1953, Япония) — японский дипломат. Посол Японии на Украине (с 2014) и в Молдове по совместительству. В 1989 году — первый секретарь Японской Миссии в Организации Объединенных Наций. В 2008 году — посол Японии при Организации Объединенных Наций.

## Биография
Родился 13 июня 1953.
В 1977 окончил Университет Хитоцубаси.
С апреля 1977 — сотрудник Министерства иностранных дел Японии.
С июня 1987 — первый секретарь Посольства Японии в Пакистане.
С декабря 1989 — первый секретарь Японской Миссии в Организации Объединенных Наций.
С августа 1993 — сотрудник отдела планирования Бюро комплексной внешней политики Министерства иностранных дел Японии.
С февраля 1994 — сотрудник Генерального бюро внешней политики Министерства иностранных дел Японии, С 1994 года работал в Офисе отдела политики Международной Организации сотрудничества и мира при ООН.
С февраля 1996 — сотрудник отдела Евразии и Океании Министерства иностранных дел Японии.
С августа 1997 — советник японской миссии при международных организациях ООН в Женеве.
С июля 2000 — посланник Посольства Японии в Таиланде.
С мая 2003 — советник Департамента международного сотрудничества и комплексной внешнеполитической политики секретариата министра Министерства иностранных дел Японии.
С сентября 2005 — японский посол при международных организациях в Вене.
С августа 2008 — посол Японии при Организации Объединенных Наций.
С сентября 2011 — Чрезвычайный и Полномочный Посол Японии в Бахрейне.
С сентября 2014 — Чрезвычайный и Полномочный Посол Японии на Украине.

## Семья
- Жена — Томоко Сумме

## Награды и знаки отличия
- Орден «За заслуги» II степени (1 декабря 2018 года, Украина) — за значительный личный вклад в государственное строительство, социально-экономическое, научно-техническое, культурно-образовательное развитие Украинского государства, весомые трудовые достижения, многолетний добросовестный труд[3].
- Орден Почёта (9 августа 2016 года, Молдавия) — в знак глубокой признательности за значительный вклад в развитие и укрепление молдо-японских отношений дружбы и сотрудничества[4].
- Ведомственный знак Минобороны Украины «Знак почета» (12.2016)[5].

## Публикации
- 『国際平和協力入門』（共著）有斐閣選書（1995年8月）
- 「太平洋島嶼国の資源状況と国際関係」国際資源. (通号 267) [1997.03]
- 「障害者権利条約への道 第3回障害者権利条約に関するアドホック委員会に出席して」ノーマライゼーション. 24(7) (通号 276) [2004.7]
- 「障害当事者のための条約にするためにこれから何が必要か」DPI. 20(3) [2004.9]
- 「1990年代はじめの国連と日本」国連ジャーナル. 2006(秋)